# Chilomycterus spinosus mauretanicus
Chilomycterus spinosus mauretanicus is een ondersoort van de straalvinnige vissen uit de familie van de egelvissen (Diodontidae). De wetenschappelijke naam van de soort is voor het eerst geldig gepubliceerd in 1954 door Le Danois.